# Список серий Rozen Maiden

## Rozen Maiden
| Номер | Название серии                       | Описание |
| ----- | ------------------------------------ | --- |
| 01    | 薔薇乙女 Fräulein Rose (Дева-роза)   | Дзюн Сакурада, избалованный, выбившейся из-под контроля своей мягкотелой старшей сестры Нори мальчик-хикикомори, подписав таинственный контракт, находит у себя дома чемодан с куклой Rozen Maiden, Синку, а затем заводит её. После того, как в комнате появляется ожившая игрушка-клоун, посланная убить Дзюна, а заодно и Синку, Дзюну не остаётся ничего, кроме как стать медиумом Синку и поклясться ей в верности, дабы защитить себя. |
| 02    | 雛苺 Kleine Beere (Хинаитиго)        | Томоэ, одноклассница Дзюна, заводит Хинаитиго, шестую по счёту куклу Rozen Maiden. Хинаитиго в душе всегда была ребёнком, иногда капризным и жестоким. Она требует от Томоэ постоянной заботы, отбирая у неё слишком много энергии и времени. Вскоре Хинаитиго встречает Синку в своём Н-поле — мир куклы Rozen Maiden, отражение её души, в данном случае огромная комната с игрушками — и проигрывает ей битву. В бою она вытягивает очень много энергии из Томоэ, ставя её под угрозу смерти, и исправляет положение, становясь слугой Синку и расторгая духовную связь с Томоэ. Хинаитиго поселяется в доме Дзюна, а Синку с этого момента снабжает её энергией. |
| 03    | 水銀燈 Mercury Lampe (Суйгинто)      | Дзюн ищет сладость для Хинаитиго, которую она описывает ему лишь по внешнему виду. В то время Синку и Хина встречают Суйгинто, первую куклу, давнего врага Синку. И это явно не к добру… |
| 04    | 翠星石 Jade Stern (Суйсэйсэки)       | В доме Дзюна появляется Суйсэйсэки, кукла-садовница, третья из Rozen Maiden. Суйсэйсэки выглядит обычной врединой, циничной, жадной и хитрой, но в душе она добра, романтична и ранима. Оружие, а заодно и инструмент куклы — садовая лейка. Суйсэйсэки одарена возможностью проникать во сны людей. Она пытается исправить Древо Жизни Дзюна, проникнув в его сон, но не может сделать этого полностью за отсутствием волшебных садовых ножниц. Кукла остаётся жить в доме мальчика. |
| 05    | 階段 Die Treppe (Лестница)           | Суйсэйсэки незаметно съедает клубничку с торта Хинаитиго, что до слёз огорчает малышку. Как тут не встать на тропу войны?! И как результат, Хина с Дзюном устраивают баррикаду на лестнице, не собираясь мириться с Суйсэйсэки. Но ведь та тоже не лыком шита… Да и Синку тут сыграет немалую роль. |
| 06    | 涙 Tränen (Слёзы)                    | Суйгинто берет в плен Хинаитиго. Синку в бою освобождает их. Она пускает в ход ожившую игрушку, клоуна. После боя Дзюн приводит игрушку в порядок и возвращает клоуну его душу. Синку, гордая, сдержанная леди, не сдерживает слёз… |
| 07    | 夢 Träume (Грёзы)                    | Синку и Хинаитиго странным образом беспробудно засыпают после боя. Дзюн и Томоэ ищут способ их пробудить. Ничего не помогает. Даже Интернет не дает никакой точной информации о Розен Мэйден, поэтому с помощью Холиэ, духа Синку, и школьной библиотеки им это таки удаётся. Внутри Синку оказалось чёрное перо Суйгинто. |
| 08    | 蒼星石 Lapislazuri Stern (Сосэйсэки) | Суйсэйсэки видит в зеркале Сосэйсэки, свою сестру-близнеца, которая как раз и обладает волшебными ножницами, и пытается заставить её уйти от своего медиума, который давно вызывал у куклы недоверие. Сосэйсэки колеблется и отказывает, она ужасно любит хозяина, но и сестра ей дорога. Суйсэйсэки в отчаянии, она требует сестру как следует подумать. |
| 09    | 檻 Die Gefängnis (Тюрьма)            | Суйгинто обманом заманивает Сосэйсэки в Мир Снов её медиума, подговаривая помочь ему после немаленького горя — смерти сына медиума, Кадзуки, и беспробудного сна жены. В бою, отчаявшись, не видя другого выхода, Суйсэйсэки и Сосэйсэки отдают Суйгинто своих духов, Суи-Дрим и Лемпицка, а значит, и силы. Однако пробуждается жена медиума Сосэйсэки. Суйсэйсэки остаётся жить с ними. |
| 10    | 別離 Abschied (Расставание)          | Куклы и Дзюн репетируют дома «Белоснежку» по просьбе Нори, она записалась участвовать в детской пьесе. Дзюн подшивает Синку платье. Та уходит на бой с Суйгинто, назначенный последней в полночь. |
| 11    | 運命 Schicksal (Судьба)              | Синку и Суйгинто сражаются. Суйгинто при помощи украденных сил близнецов Секи, погружает Дзюна в знакомый сон и проникает туда. Бой продолжается в мире его снов. Синку сражается с Суйгинто за медиума, за его жизнь и рассудок. В жестоком бою Суйгинто отрывает ей руку своими перьями. Дзюн хватает куклу на руки и несёт в безопасное место. Синку горько расплакалась и поведала Дзюну о непростой судьбе Rozen Maiden. Теперь кукла, по её мнению, далека от Идеала — Алисы… Просто хлам… Кому она такая нужна?!. Дзюн старается переубедить Синку и клянётся помочь ей.                                                                                      |
| 12    | 真紅 Reiner Rubin (Синку)            | Дзюн чинит Синку, пришивая ей руку, сам не понимая, откуда в нём взялось столько сил и мужества. Неужели синдром хикикомори исчезает? Синку тоже восхищена. Она под защитой медиума побеждает Суйгинто. Выясняется, что та — недоделанная кукла (не хватает сегмента живота) с трагической судьбой. Суйгинто гибнет, перед смертью успев заплакать и спросить: «Зачем, Отец, зачем?.. Даже когда я так тебя люблю!..» Синку чувствует утрату… Ей жаль сестру… Так что же будет дальше?.. |

## Rozen Maiden: Träumend
| № серии | Ориг. Название         | Русское название | Описание |
| ------- | ---------------------- | ---------------- | --- |
| 1       | 薔薇水晶 Rozenkristall | Барасуйсё        | Синку переживает из-за того, что ей пришлось уничтожить Суйгинто. Однажды ночью в доме Дзюна появляется дух-помощник павшей куклы, Мэй-Мэй. Следуя за ним через зеркало, Дзюн и Синку встречают куклу, представившуюся седьмой куклой Розена, Барасуйсё. |
| 2       | 槐 Enju                | Эндзю            | Синку обеспокоена появлением седьмой куклы, но не рассказывает другим о её появлении. Тем не менее, куклы, живущие у Дзюна беспокоятся, видя необычное поведение Синку. Томоэ знакомит Дзюна с кукольным мастером по имени Эндзю. |
| 3       | 金糸雀 Kanarienvogel   | Канария          | Канария, вторая кукла Розена, пытается прокрасться в дом Дзюна в отсутствие хозяина. Считая себя умнейшей из кукол Розена, уверена, что ей удастся победить всех живущих у Дзюна кукол. |
| 4       | 契約 Vereinbarung      | Контракт         | Синку рассказывает другим куклам о том, что все семеро в сборе и в любой момент может начаться Игра Алисы. Суйсэйсэки ищет себе медиума. Рядом с домом Дзюна появляется Барасуйсё, и, следуя за ней в Н-поле, Дзюн и куклы становятся свидетелями того, как Лаплас объявляет о начале Игры Алисы. Во время битвы с Барасуйсё, Дзюн становится медиумом Суйсэйсэки. |
| 5       | 手紙 Der Brief         | Письмо           | Суйсэйсэки хочется всячески угодить своему новому медиуму, чтобы он обратил на неё внимание. Пропылесосить комнату? Приготовить еду? Или может, написать письмо? Все её попытки заканчиваются плохо для неё и окружающих. Хинаитиго также загорается идеей написать Дзюну письмо и с этой целью отправляется в опасное путешествие к уличному почтовому ящику. А тем временем Канария усиленно обдумывает план Игры Алисы, попутно пытаясь спасти свой завтрак от нападения птиц. |
| 6       | 天使 Engel             | Ангел            | Мэгу, неизлечимо больная девушка отчаянно желает ускорить приход смерти. Она верит в то, что придет ангел и заберет её в другой мир. В заброшенной церкви она находит Суйгинто и против воли последней становится её медиумом. Позже Суйгинто видится с Синку и объясняет, что её восстановил сам Отец, то есть Розен. |
| 7       | 茶会 Teegesellschaft   | Чаепитие         | Медиум Канарии, Мит-тян — профессиональный фотограф, сходящая с ума по куклам. Узнав о других Девах Розена и восхитившись их красотой, она делится с Канарией желанием собрать всех кукол у себя… чтобы фотографировать! Канария пытается победить кукол, живущих у Дзюна и силой заставить их пойти с ней, но проигрывает. Тем не менее, Синку, Хинаитиго и сёстры Сэки сами наносят визит Мит-тян. |
| 8       | 人形師 Puppenmacher    | Кукольный мастер | Однажды ночью Сосэйсэки видит в зеркале Розена. Путешествуя по параллельному миру, она находит дом, в котором видит сияющую фигуру плачущего Отца, которая быстро исчезает. Там же она встречает Барасуйсё. Последняя убеждает Сосэйсэки, что Отец печален потому что он никак не может встретить идеальную деву, Алису. Тем временем Дзюн посещает Эндзю и видит процесс изготовления куклы. |
| 9       | 戒 Der Tadel           | Упрек            | Сосэйсэки прощается с другими куклами и уходит, чтобы начать Игру Алисы с Барасуйсё и Суйгинто. В Н-поле, в котором будет происходить сражение, позже перемещаются Синку, Хинаитиго и Суйсэйсэки. Несмотря на увещевания, Суйгинто и Сосэйсэки продолжают схватку. В битве, в которую оказываются вовлечены все куклы, гибнет Сосэйсэки, её Мистическая Роза достается Суйгинто. |
| 10      | 巴 Tomoe               | Томоэ            | Игра Алисы началась и Хинаитиго, уже проигравшая битву с Синку, близится к гибели. Свои последние часы она проводит с Томоэ, её бывшим медиумом. После того, как Хинаитиго окончательно теряет сознание, её Мистическая Роза переходит к Синку. Суйсэйсэки, Канария, Синку и Дзюн встречаются с Эндзю, который заявляет, что он — Розен и показывает желание начать Игру Алисы. |
| 11      | 薔薇園 Rosengarten     | Сад роз          | Пять оставшихся кукол уходят на битву в Н-поле, за ними следует Дзюн. В саду перед роскошным особняком гибнут Канария и Суйсэйсэки, их Мистические Розы достаются Барасуйсё. |
| 12      | 少女 Alice             | Алиса            | Отчаявшаяся Синку показывает Суйгинто что не хочет сражаться, но последний удар наносит Барасуйсё. Мистическая Роза Суйгинто достается Синку, Сосэйсэки — Барасуйсё. Последнюю битву — Синку против Барасуйсё, хитростью выигрывает вторая. Собрав все Мистические Розы, она должна стать Алисой, но не выдерживая их мощи, рассыпается в прах. Дзюн узнает, что Эндзю — не Розен и что Барасуйсё лишь копия настоящей седьмой куклы Розена. Настоящий Отец восстанавливает кукол, поверженных Барасуйсё и говорит Синку, что возможен другой способ стать Алисой, кроме уничтожения других Дев Розена. Очередная игра Алисы завершена, Лаплас уносит Мистические Розы Сосэйсэки и Хинаитиго, поверженных настоящими куклами Розена и рядом с ним видится настоящая седьмая кукла Розена Киракисё. |

## Rozen Maiden: Ouvertüre
| № серии | Ориг. Название | Русское название | Описание |
| ------- | -------------- | ---------------- | --- |
| 1       | 悠久 Ewigkeit  | Вечность         | В данной серии подробнее раскрываются характеры кукол, их мотивы, прошлое. Показывается рождение Суйгинто, первые встречи кукол в игре. Более подробно жизнь у Дзюна, несколько зарисовок. |
| 2       | 虚飾 Eitelkeit | Тщетность        | Здесь раскрывается характер Суйгинто, причина её ненависти к Синку. |